# Brasil Ferrovias
Die Firmengruppe Brasil Ferrovias S.A. war eine Gründung aus dem Jahre  2002 die den Zusammenschluss der brasilianischen Bahngesellschaften E.F. Noroeste do Brasil S.A.., Ferrovia Novoeste S.A. sowie Ferrovias Bandeirantes S.A. (Ferroban) verkörperte. Diese Firmengründung hatte aber nur kurzen Bestand denn im Mai 2006 wurde América Latina Logística (ALL) gegründet in die Brasil Ferrovias überging.